# Futebol de Mato Grosso do Sul
O futebol de Mato Grosso do Sul é organizado profissionalmente pela Federação de Futebol de Mato Grosso do Sul, responsável pelo campeonato do estado e as demais competições. O primeiro clube de futebol fundado em Mato Grosso do Sul foi o Operário Futebol Clube, fundado em 28 de agosto de 1938.

## História
O realização do futebol em Mato Grosso do Sul surgiu com a criação da Federação Mato-grossense de Desportos em 1938, na época quando ainda era pertencente ao estado de Mato Grosso.[carece de fontes?] Até 1979, quando ocorreu a criação do estado de Mato Grosso do Sul, os clubes disputavam o Campeonato Mato-Grossense de Futebol.

## Competições
O primeiro Campeonato Sul-Mato-Grossense de Futebol ocorreu em 1979 e teve como campeão o Operário Futebol Clube.

## Maiores campeões estaduais
- Campeonato Sul-Mato-Grossense de Futebol (1ª divisão da pirâmide): Operário —  11 títulos[3]
- Campeonato Sul-Mato-Grossense de Futebol - Série B (2ª divisão da pirâmide): Chapadão, Itaporã —  2 títulos[1]

Demais competições
- Campeonato Sul-Mato-Grossense de Futebol - Série C:  Itaporã —  1 título[1]
- Copa MS de Futebol:  CENE —  1 título[1]

## Clássicos
| Cidade       | Clássico  |
| ------------ | --------- |
| Campo Grande | Comerário |